# Anchorman – Die Legende kehrt zurück
Anchorman – Die Legende kehrt zurück (Originaltitel: Anchorman 2: The Legend Continues) ist eine US-amerikanische Filmkomödie von Adam McKay und ist die Fortsetzung von Anchorman – Die Legende von Ron Burgundy (2004). Der Film lief am 30. Januar 2014 in den deutschen Kinos an.

## Handlung
Der Reporter Ron Burgundy, seine Frau Veronica Corningstone, der Wetterexperte Brick Tamland, der Straßenreporter Brian Fantana und der Sportexperte Champ Kind waren die Stars einer lokalen Nachrichtensendung des Senders Channel 4 in San Diego, doch das Team wurde getrennt. Sieben Jahre später arbeiten Ron und Veronica als Moderatoren-Duo bei einem landesweiten Sender in New York, bis ihr Chef Veronica befördert und Ron gleichzeitig kündigt. Der kommt mit dieser Situation überhaupt nicht zurecht und stellt seine Frau vor die Wahl zwischen Karriere und Ehe. Sie entscheidet sich für den Job. So geht es mit dem verlassenen Ron bergab: Er verdingt sich als Moderator einer Delfin-Show in einem Themenpark, doch auch dort wird er gekündigt. Erst als eines Tages Vertreter des neuen Rund-um-die-Uhr-Senders GNN bei ihm auftauchen und ihn für eine Nachrichtensendung engagieren wollen, wendet sich das Blatt. Ron macht sich auf den Weg, seine alten Kameraden anzuheuern, doch Brian Fatana ist inzwischen ein erfolgreicher Katzenfotograf, Champ Kind betreibt ein Fast-Food-Restaurant und Brick Tamland hatte scheinbar einen schweren Unfall.

## Hintergrund

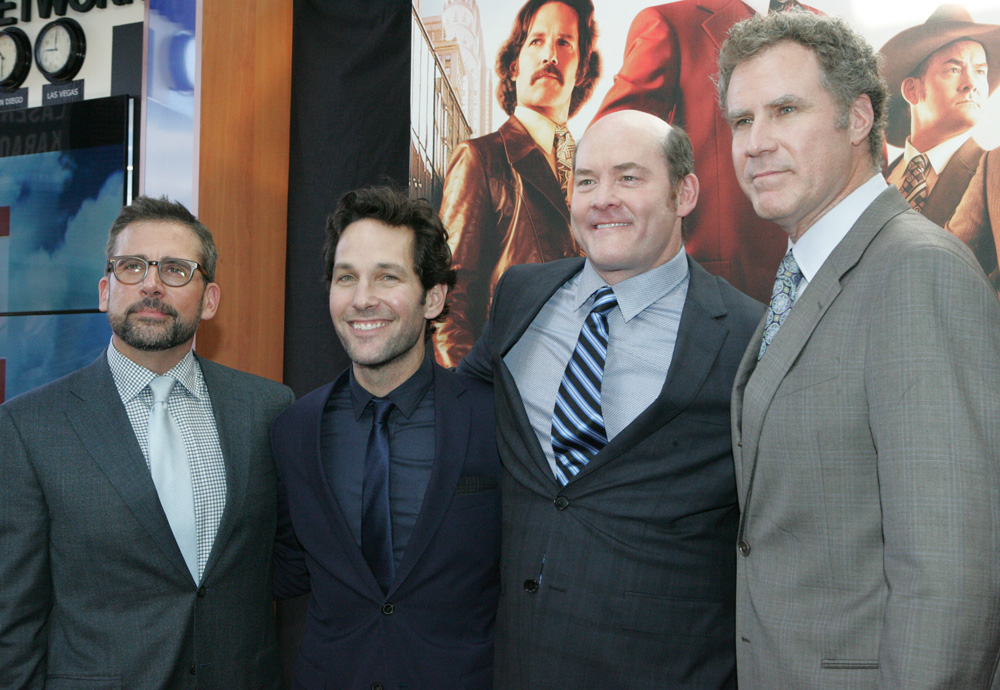
Ein Teil des Casts von Anchorman 2 auf der australischen Premiere

Im Mai 2008 sagte Adam McKay, dass er und Will Ferrell über eine Fortsetzung des ersten Filmes sprachen. Am 23. Juli 2008 gab McKay preis, dass er und Ferrell bereits an dem Film arbeiten würden. Carrell, Rudd, sowie Ferrell selbst nahmen Gagenkürzungen für den Film in Kauf. Im März 2012 bestätigte Paramount Pictures die Fortsetzung.
Die Dreharbeiten fanden von März bis Mai 2013 unter anderem auf St. Simons Island und in Georgia statt. Der Film feierte seine Premiere am 18. Dezember 2013. Der Film wurde unter dem Vertrieb von Paramount Pictures veröffentlicht.

## Kritiken
In englischsprachigen Medien erhielt der Film überwiegend gute Kritiken – auf Rotten Tomatoes waren 74 % der 203 erfassten Kritiken (eher) positiv, wobei viele Kritiken darauf verweisen, dass die Fortsetzung dem Vorgänger sehr ähnelt.

So schreibt z. B. Richard Corliss im Time Magazine: 

“Wine connoisseurs would call this a new Burgundy with an old bouquet.”

„Weinliebhaber würden diesen Film als neuen Burgunder mit altem Bouquet beschreiben.“

In der Internet Movie Database erreicht die Fortsetzung eine Wertung von 6,3 (abgestimmt haben über 173.000 Nutzer).
Deutschsprachige Kritiker bewerteten den Film gemischt. Während Andreas Staben auf Filmstarts.de den Film als „gelungene Satire aufs Nachrichtengeschäft“ beschrieb, bilanzierte Cinema„Hintersinn und Schwachsinn im Wechsel – der Mix macht es dem Zuschauer nicht immer leicht“. Christopher Diekhaus beschrieb das Sequel in seinen Kritiken für Kino-Zeit.de und Spielfilm.de als „fragwürdiges Vergnügen“ mit nur „wenigen gelungenen Gags“ und umso mehr „stumpfsinnigen Witzen“. Der Filmdienst befand, die Fortsetzung wolle „die unbeschwerte Komik des Originals fortschreiben“, was nicht ganz gelinge, trotzdem unterhalte der „episodisch erzählte Film durch seinen unbekümmerten Humor, der trotz satirischer Seitenhiebe primär um die Dummheit seiner Hauptfiguren kreist.“

## Auszeichnungen
- 2013: 3. Platz der Key Art Awards für „Beste Ton- & Videotechnik“ für den Trailer.
- 2014: American Comedy Award  für Will Ferrell als „Bester Schauspieler“

## Cameo-Auftritte
- Harrison Ford: Mack Tannen, WBC
- Vince Vaughn: Wes Mantooth, Channel 9
- Will Smith: Jeff Bullington, ESPN
- Jim Carrey: Scott Riles, CBC News
- Marion Cotillard: Reporterin der französischsprachigen Québec News
- Sacha Baron Cohen: Reporter von BBC News
- Drake: Soul Brother
- Kirsten Dunst: El Trousias, die Jungfrau aus den Wolken
- Tina Fey und Amy Poehler: News-Team von Entertainment Tonight
- Liam Neeson: Reporter vom History Channel
- John C. Reilly: Geist von Thomas Jonathan Jackson
- Kanye West: Wesley Jackson von MTV News